# Lathrobiina
Lathrobiina es una subtribu de coleópteros polífagos estafilínidos (Staphylinidae).

## Géneros
Se reconocen los siguientes:
- Acalophaena
- Achenium
- Attaxenus
- Dacnochilus
- Domene
- Dysanabatium
- Elytrobium
- Enallagium
- Ganarus
- Lathrobium
- Lobrathium
- Micrillus
- Neoscimbalium
- Notobium
- Paederopsis
- Paulianidia
- Phanophilus
- Platybrathium
- Platydomene
- Pseudobium
- Pseudolathra
- Scymbalium
- Scymbalopsis
- Sinlathrobium
- Sterocephalus
- Sucoca
- Tetartopeus
- Throbalium
- Tripectenopus